# Kamen Rider 1 (phim)
Kamen Rider 1 (仮面ライダー1号 Kamen Raidā Ichigō) (仮面ライダー1号 Kamen Raidā Ichigō) là một bộ phim Nhật Bản, sản xuất để kỷ niệm lần thứ 45 kỷ niệm của Kamen Rider Series và là một phần của dự án "Super Hero Year".  Nó là kết hợp giữa Kamen Rider 1 và những diễn viên của Kamen Rider Ghost.
45 năm trước, một người đàn ông đã phải chịu các thí nghiệm của tổ chức bí mật Shocker và trở thành một cyborg. Kể từ ngày đó, nhiệm vụ duy nhất của người đàn ông là bảo vệ nhân loại và công lý khỏi mối đe dọa của Shocker.Tên anh ta là Takeshi Hongo, Kamen rider đầu tiên.
Sau 45 năm,một tổ chức tên là Nova Shocker hồi sinh đại sứ địa ngục. Kamen rider Ghost và Kamen Rider Specter tham gia để giúp anh ta. Đây sẽ là chương cuối cùng trong câu chuyện của Takeshi Hongo? Hay nó sẽ là lời mở đầu cho một huyền thoại hoàn toàn mới vì cuộc sống, tình yêu và tương lai?

## Diễn viên
- Takeshi Hongo (本郷 猛 Hongō Takeshi?): Hiroshi Fujioka (藤岡 弘、 Fujioka Hiroshi?) (藤岡 弘、, Fujioka Hiroshi)
- Takeru Tenkūji (天空寺 タケル Tenkūji Takeru?): Shun Nishime (西銘 駿 Nishime Shun?) (西銘 駿, Nishime Shun)
- Mayu Tachibana (立花 麻由 Tachibana Mayu?): Natsumi Okamoto (岡本 夏美 Okamoto Natsumi?) (岡本 夏美, Okamoto Natsumi)
- Wolga (ウルガ Uruga?): Tsuyoshi Abe (阿部 力 Abe Tsuyoshi?) (阿部 力, Abe Tsuyoshi)
- Eagla (イーグラ Īgura?): Nao Nagasawa (長澤 奈央 Nagasawa Nao?) (長澤 奈央, Nagasawa Nao)
- Buffal (バッファル Baffaru?): Kozo Takeda (武田 幸三 Takeda Kōzō?) (武田 幸三, Takeda Kōzō)
- Akari Tsukimura (月村 アカリ Tsukimura Akari?): Hikaru Ohsawa (大沢 ひかる Ōsawa Hikaru)?) (大沢 ひかる, Ōsawa Hikaru))
- Makoto Fukami (深海 マコト Fukami Makoto?): Ryosuke Yamamoto (山本 涼介 Yamamoto Ryōsuke?) (山本 涼介, Yamamoto Ryōsuke)
- Onari (御成?): Takayuki Yanagi (柳 喬之 Yanagi Takayuki?) (柳 喬之, Yanagi Takayuki)
- Shocker Combatman (ショッカー戦闘員 Shokkā Sentōin?): Udai Iwasaki (岩崎 う大 Iwasaki Udai?, Kamomental), Yūsuke Makio (槙尾 ユウスケ Makio Yūsuke?, Kamomental)
- Prime Minister (総理大臣 Sōri-daijin?): Katsuhiko Yokomitsu (横光 克彦 Yokomitsu Katsuhiko?) (横光 克彦, Yokomitsu Katsuhiko)
- Hermit (仙人 Sennin?): Naoto Takenaka (竹中 直人 Takenaka Naoto?) (竹中 直人, Takenaka Naoto)
- Shibuya (シブヤ?): Takuya Mizoguchi (溝口 琢矢 Mizoguchi Takuya?) (溝口 琢矢, Mizoguchi Takuya)
- Narita (ナリタ?): Reo Kansyuji (勧修寺 玲旺 Kanshūji Reo?) (勧修寺 玲旺, Kanshūji Reo)
- Ambassador Hell (地獄大使 Jigoku-taishi?): Ren Osugi (大杉 漣 Ōsugi Ren?) (大杉 漣, Ōsugi Ren)
- Yurusen (ユルセン? Voice): Aoi Yūki (悠木 碧 Yūki Aoi?) (悠木 碧, Yūki Aoi)
- Alexander Eyecon (アレクサンダー眼魂 Arekusandā Aikon?, Voice): Shōzō Iizuka (飯塚 昭三 Iizuka Shōzō?) (飯塚 昭三, Iizuka Shōzō)
- Shiomaneking (シオマネキング Shiomanekingu?, Voice), Ganikomol (ガニコウモル Ganikōmoru?, Voice), Poison Lizard Man (毒トカゲ男 Dokutokage Otoko?, Voice): Tomokazu Seki (関 智一 Seki Tomokazu?) (関 智一, Seki Tomokazu)
- Mysterious Gamma (謎の眼魔 Nazo no Ganma?, Voice): Kōji Ishii (石井 康嗣 Ishii Kōji?) (石井 康嗣, Ishii Kōji)

## Bài hát chủ đề
Nhạc Kết
- "Let's Go!! Rider Kick -2016 movie ver.-" (レッツゴー!!ライダーキック -2016 movie ver.- Rettsu Gō!! Raidā Kikku -Nisenjūroku mūbī bājon-?)
  - Lời Bài Hát: Sotaro Ishinomori
  - Phần:Shunsuke Kikuchi
  - Chuẩn Bị: Watanabe.
  - Nghệ sĩ: Rider Chips
- "Sorezore no Toki" (それぞれの時? "Each One's Time")
  - Lời Bài Hát: Goro Matsui
  - Sáng Tác Và chuẩn bị: Masaaki Mori
  - Nghệ sĩ:Goro Noguchi Và Akane Takayanagi